# 真浄院 (福島市)
真浄院（しんじょういん）は、福島県福島市清明町にある真言宗室生寺派の寺院。山号は羽黒山。本尊は大日如来。

## 概要
前身は遍照寺で、延暦2年（783年）に空海が開山したとされる。慶長5年（1600年）、快翁が再建した。明治時代に、14の寺院が合併している。1981年（昭和56年）に本堂を新築した。
1967年（昭和42年）8月、東京都の区画整理に伴い、上野・寛永寺境内にあった一橋徳川家6代当主・徳川慶昌の多宝塔が移築された。

## 文化財

### 重要文化財（国指定）
- 鍍金金剛鈴・金剛杵各1点 - 9世紀から10世紀、チベットでの作[3][4]。

### 市指定有形文化財
- 両界曼荼羅[1][5]

## 寺紋
転法輪

## 所在地
- 福島県福島市清明町6番17号

### 交通
- 鉄道
  - 福島駅（JR東日本・阿武隈急行・福島交通） - 徒歩で13分